# 中国共产党辽宁省纪律检查委员会
中国共产党辽宁省纪律检查委员会，简称中共辽宁省纪委，是中国共产党的省级纪律检查机关，与辽宁省监察委员会合署办公。

## 历任领导
- 徐少甫，（1983年-1985年）。
- 王唯众，（1997年8月-2013年7月）。
- 林铎[4]，（2014年8月-2016年3月）。现任全国人大华侨委员会副主任委员（2021年4月29日-）。
- 陈小江，（2016年5月-2017年5月），当时中纪委书记是王岐山。现任中共中央统战部分管日常工作的副部长。
- 廖建宇，（2017年5月-2021年11月），现任中共四川省委常委、省纪委书记，省监委代主任。
- 刘奇凡[5]，（2021年11月-2023年12月）
- 李猛，（2024年3月-）